# Eldorbek Suyunov
Eldorbek Olimovich Suyunov (ur. 12 kwietnia 1991 w Karszy) – uzbecki piłkarz występujący na pozycji bramkarza w drużynie Paxtakor Taszkent.

## Kariera piłkarska
Eldorbek Suyunov jest wychowankiem zespołu Nasaf Karszy. W pierwszej drużynie występował od 2011 roku. Przez 6 lat wsystępów w pierwszej drużynie uzbierał na swoim koncie 90 rozegranych spotkań. W 2017 przeniósł się do Paxtakoru Taszkent.

## Kariera reprezentacyjna
Suyunov zadebiutował w reprezentacji Uzbekistanu 15 października 2013 roku w eliminacjach do Pucharu Azji 215 w wygranym 3-1 meczu z reprezentacją Wietnamu. Znalazł się w kadrze Uzbekistanu na Puchar Azji 2015. Jak do tej pory w narodowych barwach zaliczył 13 występów.
Stan na 7 lipca 2018
| Reprezentacja | Rok     | Mecze | Bramki |
| ------------- | ------- | ----- | ------ |
| Uzbekistan    | 2013    | 3     | 0      |
| Uzbekistan    | 2014    | 7     | 0      |
| Uzbekistan    | 2015    | 1     | 0      |
| Uzbekistan    | 2018    | 2     | 0      |
| Ogólnie       | Ogólnie | 13    | 0      |

## Sukcesy

### Paxtakor Taszkent
- Puchar Uzbekistanu: 2011, 2015
- Finał Pucharu Uzbekistanu: 2011, 2012, 2013, 2016